# Paris Hilton - Kumpela na zabój
Paris Hilton - Kumpela na zabój (ang.Paris Hilton's My New BFF) – reality show, w którym Paris Hilton wyszukuje dla siebie przyjaciół. Po sukcesie oryginalnej wersji w USA, powstało kilka kolejnych sezonów także poza Ameryką. Wszystkie wersje zostały wyprodukowane przez Ish Entertainment przy współpracy z Lionsgate Television.

## Seria USA

### Pierwszy sezon
Emisję pierwszego sezonu telewizja MTV rozpoczęła w Stanach Zjednoczonych 30 września 2008. Szesnaście kobiet oraz dwóch mężczyzn stanęło do walki aby zostać najlepszym przyjacielem Paris. W programie wystąpiło gościnnie wiele gwiazd m.in. Benji Madden, Kyle Richards, Richie Rich, Traver Rains, Kathy Hilton, Fergie, Simple Plan, Chris Applebaum, Perez Hilton, Dirt Nasty, Allison Melnick w bazie IMDb (ang.), Ryan Seacrest, Nicky Hilton, Keyshia Cole, Hanna Beth Merjos i Nick Swardson.
2 grudnia 2008, okazało się w finale, że Brittany Flickinger wygrała konkurs.
Emisję tego sezonu rozpoczęła w kwietniu 2009 MTV Azja oraz MTV Ameryka Łacińska. W Wielkiej Brytanii telewizja ITV2 rozpoczęła przygotowania do produkcji brytyjskiej wersji programu.

### Drugi sezon
Drugi sezon w USA miał premierę na MTV 2 czerwca 2009. W programie wystąpiło trzynaście kobiet i trzech mężczyzn, którzy w wielu wyzwaniach starali się udowodnić, że zasługują na miano najnowszego najlepszego przyjaciela Paris. W pierwszym odcinku gościnnie jako współgospodarz pojawił się uczestnik z pierwszego sezonu Onch. Także i w tym sezonie pojawiło się kilka znanych gości Santino Rice, Kathy Hilton, Doug Reinhardt, Allison Melnick, Lil' Kim, Three Six Mafia i Kathy Griffin.
4 sierpnia 2009, okazało się w finale, że zawodnik Stephen Hampton wygrał konkurs.

### Trzeci sezon
Promując drugi sezon w Dallas, Paris powiedziała fanom, że jest zdecydowana wystąpić w trzecim sezonie na MTV. Podczas wywiadu w lipcu 2009 Tiniecia Goldsmith powiedziała, że fani oczekują trzeciego sezonu oraz że oglądalność sezonu drugiego była znacznie wyższa niż poprzedniego.

## Wersja Brytyjska
Wersja brytyjska show miała premierę 29 stycznia 2009 na kanale ITV2. W programie wzięło udział dwanaście kobiet oraz jeden mężczyzna. W trakcie trwania walki o tytuł najlepszego przyjaciela Paris, w programie pojawiło się wiele gwiazd takich jak Charlie Sheen, Martin Sheen, Rick Hilton, Kathy Hilton, Akin Konizi, Chris Leger, Scott Henshall, Boyd Hilton w bazie IMDb (ang.), Will Geddes, Mark Durden-Smith, Jade Jagger, Kate Michelson, Jackie Collins, Tamara Beckwith, Olivia Lee w bazie IMDb (ang.), Scott Mills, Vanessa Lloyd-Platt, Callum Best, Steve Shaw, Julian Bennett, Benji Madden, Allison Melnick, Nicky Hilton and Barron Hilton.
19 marca 2009 Sam Hextall w finale wygrał tytuł najlepszego przyjaciela Paris Hilton na Wyspach Brytyjskich.

## Wersja Z.E.A.
Wersja ta będzie śledzić Hilton oraz grupę dwudziestu młodych kobiet, z których połowa nie pochodzi z Z.E.A. jednak mieszka w Dubaju. Paris postawi przed nimi serię wyzwań, aby sprawdzić która z uczestniczek potrafiłaby sprostać jej trybie życia. Paris nigdy nie była w Dubaju więc kolejne odcinki show będą ukazywać jej reakcje na podróż do Z.E.A. Produkcję rozpoczęto w połowie czerwca 2009. Po siedemnastu dniach odbył się finał w Los Angeles. Sezon ten ma zostać wyemitowany w Z.E.A. na początku 2010 roku.

## Ewentualne przyszłe wersje
Producenci poinformowali, że zamierzają stworzyć program w globalnej koncesji, Hilton szuka przyjaciół na całym świecie. Paris wyraziła zainteresowanie kolejnymi edycjami show w Kanadzie, Australii, Niemczech i Rosji.

## Nagrody
- 2009 nominacja w Teen Choice Award w kategorii żeńska gwiazda reality show.
- 2009 wygrana w Fox Reality Awards za "nowatorskie reality show".